# Vitória (Salvador)
A Vitória é um bairro de Salvador, capital do estado brasileiro da Bahia. Formado basicamente pela classes média-alta e alta, está geograficamente posicionado junto ao declive que margeia a entrada da Baía de Todos os Santos. É um dos bairros com metro quadrado mais caro de Salvador.
A Vitória faz ligação entre a Cidade Velha de Salvador (o centro antigo) e a Barra, que dá início à orla marítima. Bairro tradicional, cuja ocupação rural data do fim do século XVI. Tornou-se na década de 1940 um dos pólos de concentração de artistas e intelectuais baianos, aspecto que se intensificou nos anos seguintes à fundação da Universidade da Bahia. Em menos de um quilômetro de extensão total, o Corredor da Vitória abriga o Museu de Arte da Bahia, o Museu Carlos Costa Pinto e o Museu Geológico da Bahia. A Vitória é uma das regiões urbanas mais valorizadas no Nordeste do Brasil.
O bairro da Vitória é basicamente composto pelo Corredor da Vitória, trecho da avenida Sete de Setembro que vai do Largo da Vitória até o Campo Grande, ruas e vielas adjacentes. É vizinho dos bairros da Barra, Graça, Campo Grande e Canela. O trecho possui árvores centenárias, a maioria de oitis (espécie Licania Tormentoza), que também foram plantadas na Graça, Campo Grande e Forte de São Pedro. Na calçada do Solar Cunha Guedes destaca-se uma frondoza mangueira, que chama atenção pela largura do tronco, altura da árvore e extensão da copa.
O Esporte Clube Vitória, um dos dois clubes populares de Salvador, ganhou esse nome porque foi fundado num casarão que se localizava onde hoje fica o Edifício Casablanca.

## História
Seguindo o trajeto do antigo Caminho do Conselho, começa no topo da Ladeira da Barra, onde fica a Igreja de Nossa Senhora da Vitória (construída pelos portugueses no século XVI - daí o nome do bairro), na pequena praça Rodrigues Lima, popularmente chamada de Largo da Vitória, onde se encontra um busto que homenageia o ex-governador Rodrigues Lima; a partir daí a avenida é chamada de Corredor da Vitória, se estendendo por um trecho com pouco mais de um quilômetro de extensão e abrigando grandes equipamentos culturais da cidade de Salvador, assim como um patrimônio da arquitetura eclética dos séculos XIX e XX.
Até o começo do século XIX era um subúrbio de Salvador, sendo ocupado a partir da segunda metade por enormes casarões com feições arquitetônicas distintas do então predominante estilo colonial, abrigando em parte a nascente aristocracia imperial que fugia das estreitas e acidentadas ruas do Centro Histórico, assim como comerciantes estrangeiros ingleses, franceses, espanhóis e italianos recém-chegados à cidade da Bahia, que se instalaram nesse trecho trazendo inovações construtivas baseadas nos princípios higienistas europeus, separando suas residências com recuos laterais, jardins e sanitários próprios.
A partir do século XX, com o inchaço urbano e as transformações econômicas e sociais sofridas por Salvador, toda a área entra em um profundo processo de especulação imobiliária, pela verticalização (sendo ali construído o edifício Apolo XXVIII, durante décadas o mais alto da Capital), destruindo vários monumentos arquitetônicos. No final dos anos 80 ocorre a intervenção preservacionista, pela ocupação e destinação pública de várias da mansões. Contudo, até os dias atuais não existe uma lei de tombamento específico para o acervo local, deixando-o desprotegido contra o avanço da ocupação desordenada.

## Demografia
Foi listado como um dos bairros mais perigosos de Salvador, segundo dados do Instituto Brasileiro de Geografia e Estatística (IBGE) e da Secretaria de Segurança Pública (SSP) divulgados no mapa da violência de bairro em bairro pelo jornal Correio em 2012. Ficou entre os mais violentos em consequência da taxa de homicídios para cada cem mil habitantes por ano (com referência da ONU) ter alcançado o terceiro nível mais negativo, o "31-60", sendo um dos piores bairros na lista.

## Edifícios
A Vitória é um dos metros quadrados mais elevados de Salvador. Alguns de seus edifícios possuem teleféricos e píers exclusivos para o mar. O bairro tem construções que estão entre as mais altas da Bahia, como o edifício Margarida Costa Pinto, de 148 metros de altura e 43 pavimentos, e a Morada dos Cardeais, com 137 metros de altura e 40 pavimentos. O bairro fica a aproximadamente 100 metros do nível do mar.
O calçamento de pedra portuguesa das calçadas do Corredor da Vitória remonta à urbanização daquele trecho da avenida Sete no século XIX. As árvores seculares plantadas na via dão uma característica única a esta região de Salvador, com seus museus, centros culturais e palacetes.
No Largo da Vitória fica a Igreja de Nossa Senhora da Vitória, tombada em outubro de 2007 pelo Instituto do Patrimônio Histórico e Artístico Nacional (IPHAN). Na praça em frente à igreja há um busto em homenagem ao governador Rodrigues Lima. Ao lado da igreja, ao fundo, uma viela desce a encosta da Ladeira da Barra, onde estão fixadas as moradias de uma pequena comunidade, a Vila Brandão. É uma comunidade de pescadores, fundada pelo Pai de Santo Antonio de Oxala há 80 anos.

## Principais marcos
- Igreja de Nossa Senhora da Vitória;
- Largo da Vitória;
- Museu Geológico da Bahia;
- Museu de Arte da Bahia;
- Museu Carlos Costa Pinto;
- Escola Estadual Odorico Tavares;
- Instituto Goethe;
- Associação Cultural Brasil-Estados Unidos;
- Saladearte Cinema do Museu.